# 贫穷艺术

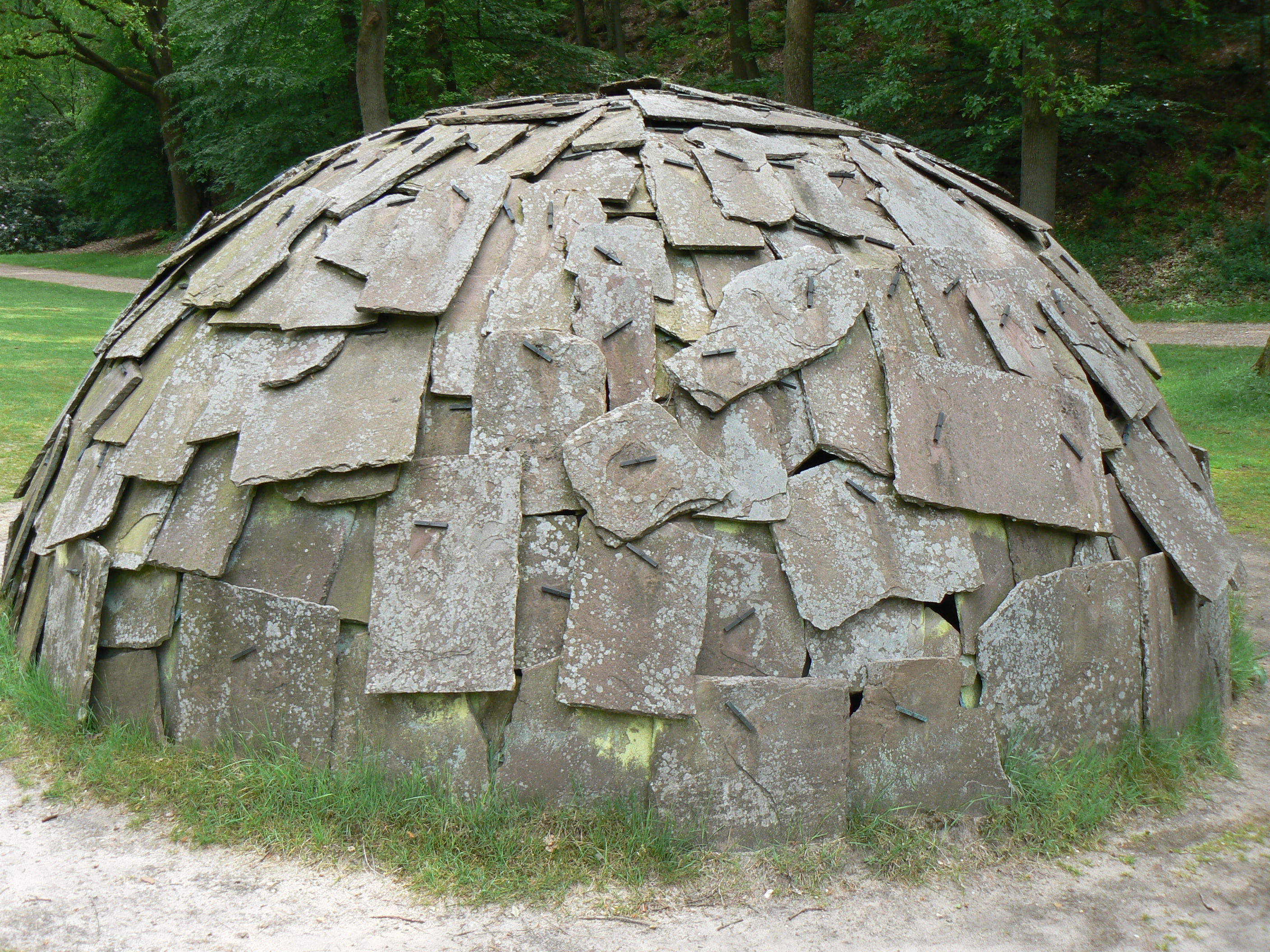
马里奥·默兹《冰屋》

贫穷艺术（意大利语: Arte Povera）是起源于1960年代意大利的一场艺术运动，代表人物有朱利奥·帕奥利尼（Giulio Paolini）、皮诺·帕斯卡利（Pino Pascali）、卢西亚诺·法布罗（Luciano Fabro）、贾尼斯·库奈利斯（Jannis Kounellis）、马里奥·默兹（Mario Merz）、米开朗基罗·皮斯托列托（Michelangelo Pistoletto）等。该运动的诞生可以追溯到1967年在热那亚的La Bertesca画廊举办的“贫穷艺术家”的首次展览。
贫穷艺术既指贫穷艺术家使用的材料（如纸浆、废铁、破布、回收物品、木头、土壤、塑料等），更重要的是“将符号简化到最简形式，贫化符号，以还原它们的原型”的观念。它是由艺术评论家杰尔马诺·塞兰特（Germano Celant, 1940 - 2020）在1967年发表于《Flash Art》杂志的论文《Arte povera: appunti per una guerriglia》中首次提出的，他被认为是该运动的理论家。